# Windows XP Media Center Edition
Windows XP Media Center Edition (MCE) je v informatice verze operačního systému Windows XP, která byla vytvořena pro sledování filmů, televize a poslouchání hudby v jednom systému. Původní název byl Windows Media Center. Poslední verze Windows XP Media Center Edition 2005 byla vydána 12. října 2004. Po tomto datu byl Windows Media Center zahrnut do všech novějších verzí systémů Microsoft Windows.

## Verze
- První ukázková verze Windows Media Center Edition od Microsoftu byla uvedena v roce 2002 a finální verze, založená na systému Windows XP Professional, byla vypuštěna na konci téhož roku.
- Windows XP Media Center Edition (s kódovým označením „Freestyle“) [3] byla základní verzí Windows XP Media Center. První zmínky o této verzi byly 16. července 2002. Do výroby byla tato verze zařazena 3. září 2002. V Severní Americe byla k dostání od 29. října 2002. [4]
- Windows XP Media Center Edition 2004 (s kódovým označením „Harmony“) [5] byl k dostání od 30. září 2003 a byl k dispozici jako upgrade pro majitele licencí původních edicí. [6]
- Windows XP Media Center Edition 2005 (s kódovým označením „Symphony“) [7] byl dodán na trh dne 12. října 2004. [8] S první edicí MCE. Obsahuje podporu pro aplikaci Media Center Extender a podporu pro vypalování CD/DVD.
- Druhá aktualizace pro Windows XP Media Center Edition 2005 (dále jen „Emerald“, říjen 2005) je významná aktualizace MCE 2005 (Symphony), která byla ke stažení zdarma. Přidává podporu pro Xbox 360 jako Center Extender média, podporu pro DVB-T vysílání a pro možnost přidání dalších dvou karet tuneru ATSC.

## Funkce
Windows XP Media Center Edition obsahuje multimediální přehrávač, který podporuje sledování a nahrávání televizních programů, stejně jako přehrávání DVD-Video, hudby a prezentaci fotografií. Uživatelské rozhraní Windows Media Center je optimalizované pro dálkový ovladač – pro lepší ovládání na dálku obsahuje velká písmena a ikony.
Na rozdíl od konkurenčních produktů, Windows Media Center si neúčtují žádný měsíční poplatek.
Vzhledem ke svým přísným požadavkům na hardware, se Microsoft rozhodl dodávat Media Center jako nezávislou prodejní verzi. Microsoft distribuoval Windows Media Center pouze předplatitelům MSDN a výrobcům originálního vybavení v některých zemích.

## Windows XP Media Center Edition 2005

### Nové vlastnosti
- Windows Movie Maker, obsahuje nové efekty, přechody a podporu pro DVD vypalování, která je založená na technologii AuthorScript.
- Windows Media Player, upgrade na verzi 10, spolu s Windows Media Format Runtime 9.5.
- Royale theme: nezařazený do jiných vydání systému Windows XP s výjimkou Windows XP Tablet PC Edition, toto téma bylo možné aktivovat v nastavení.
- Microsoft Plus! komponenty Digital Media Edition: přidána celá řada aplikací, které nebyly zahrnuty v předchozích verzích, v MCE jsou nyní zahrnuty aplikace jako je Audio Converter, CD popisovač Maker, režim Party.
- SoundSpectrum G-Force: speciální edice, kde je zahrnuta hudební vizualizace pro Windows Media Player.
- Spořiče obrazovky a motivy z Microsoft Plus! → pro systém Windows XP byly přidány spořiče: akvárium, Da Vinci, příroda, prostor a My Pictures Premium.
- Media Center Extender Support, v této verzi je poprvé obsaženo specializované hardwarové zařízení, které umožňuje uživatelům prohlížet stejný obsah, který je k dispozici na MCE počítačích přes kabelové nebo bezdrátové sítě Ethernet. Linksys a další společnosti v současné době prodávají Media Center Extender. Microsoft prodává add-on kit pro herní konzoli Xbox. Xbox 360 má také funkci Media Center Extender, včetně HDTV podpory. Media Center 2005 aktuálně podporuje až 5 Media Center Extender na jednu domácnost.
- Přidaný hardware: Společnost Microsoft vydala svoji první verzi dálkového ovládání, přijímače a infračerveného zařízení k MCE 2005. Byly speciálně navrženy tak, aby k ovládání fungovaly i bezdrátové klávesnice pro počítače. MCE 2005 byl dodán na trh v září 2005.

### Odstraněné vlastnosti
- Připojení k doméně systému Windows Server: Schopnost připojit k doméně služby Active Directory je ve výchozím nastavení zakázána. Počítače, které mají upgrade na systém Windows Media Center z verze systému Windows, které se připojily k doméně před upgradem zůstanou připojeny k doméně. Nicméně, pokud odejdou z domény, už se nemohou nikdy znovu připojit. Možnost připojit k doméně během instalace této verzi systému Windows je stále k dispozici. Microsoft říká, že důvodem pro toto přerušení funkce je podpořit Media Center Extender, který vyžaduje rychlé přepínání uživatelů. [9] Je ale možné znovu povolit připojení k doméně úpravou registru systému Windows.

### Hardwarové požadavky
Software běží na počítačích s procesorem Duo Intel Core 2. Media Center má vyšší požadavky na hardware než jiné verze systému Windows XP. MCE 2005 vyžaduje minimálně procesor s frekvencí 1,6 GHz, hardwarově akcelerované grafické karty podporující DirectX 9.0 (ATI Radeon 9 Series nebo nVidia GeForce FX nebo vyšší) a 256 MB paměti RAM. Některé funkce, například podpora Media Center Extender, používání více tunerů nebo přehrávání HDTV, přináší vyšší požadavky na hardware. Media Center je mnohem více omezen v rozmezí hardwaru, který ho podporuje, než většina ostatních řešení software DVR. Media Center tunery musí mít standardizované rozhraní ovladačů a musí mít hardwarové MPEG-2 enkodéry (toto bylo změněno, protože firmy jako například ATI psaly ovladače pro podporou MCE 2005 se svými All-In-Wonder a HDTV Wonder kartami). Dálkové ovládání Media Center bylo standardizováno, především tlačítka a jejich funkce.